# Teresa Surita
Maria Teresa Sáenz Surita Guimarães (San Manuel - São Paulo, Brasil, 14 de agosto de 1956) es una política y licenciada en Turismo brasileña, con dedicación a la política social, política urbana y los derechos humanos. Fue alcaldesa de Boa Vista en cinco ocasiones.
Fue diputada federal de Roraima hasta 2012 en su segundo mandato. En las elecciones de 2012 fue elegida alcaldesa para su actual mandato. Su hermano es Emílio Surita, un presentador de televisión del programa de televisión Pânico na Band.
Fue coordinadora de Acción Social del Estado de Roraima (1989-1990). Fue alcaldesa de Boa Vista, capital de Roraima, en cinco ocasiones (1992-1996, 2001-2004 y 2004-2006). Se desempeñó como secretaria nacional de Política Urbana del Ministerio de las Ciudades en los años 2009 y 2010.
Es buceadora con especialización en técnica de descompresión, buceo en cuevas y barcos hundidos.

## Artículos escritos
- Atenção às terras raras. O Globo, 24/04/2012. (Portugués)
- Terras-raras: dormindo em berço esplêndido. Correio Braziliense, 28/03/2012. (Portugués)
- Crianças e adolescentes, sujeitos de direitos. Folha de São Paulo, 13/12/2011. (Portugués)
- Acabar com a cultura da violência. Antes tarde do que nunca. Correio Braziliense, 02/11/2011. (Portugués)
- Um basta à violência. Correio Braziliense, 10/09/2011. (Portugués)
- Copa do Mundo e salvaguardas sociais. Correio Braziliense, 17/08/2011. (Portugués)
- Salto de paraquedas na Barra do Vento. Blog Teresa Surita, 25/08/2010. (Portugués)
- Vencendo desafíos: mergulhando em cavernas. Blog Teresa Surita, 11/07/2010. (Portugués)
- É possível recuperar jovens em situação de risco. Blog Teresa Surita, 03/05/2010. (Portugués)
- As muitas vítimas da violência juvenil. Blog Teresa Surita, 30/05/2010. (Portugués)
- Mutirão contra a violência. Folha de Boa Vista, 25/03/2010. (Portugués)
- Um pouco da minha história (enlace roto disponible en Internet Archive; véase el historial, la primera versión y la última).. Blog Teresa Surita, 22/03/2010. (Portugués)